# Марков, Илья Владиславович
Илья́ Владисла́вович Ма́рков (19 июня 1972, Асбест) — российский легкоатлет, чемпион мира и серебряный призёр Олимпийских игр в ходьбе на 20 километров. Заслуженный мастер спорта России.

## Карьера
В 1996 году на Олимпиаде в Атланте завоевал серебряную медаль, уступив эквадорцу Джефферсону Пересу. На следующих Играх, в Сиднее и Пекине, занимал соответственно 15-е и 17-е места.
Также побеждал на чемпионате Европы и мира, в 1998 и 1999 году.

## Личная жизнь
Окончил Уральский государственный педагогический университет. В настоящее время живёт со своей второй женой, полькой Малгожатой, в Кракове, тренирует сборную Польши.
В 2000 году, во время подготовки в Новой Зеландии к Олимпийским играм, попал в автоаварию. Получил сотрясение мозга и потерял много крови. Пройдя курс усиленной терапии и массажа Илья смог выступить на Олимпиаде.

## Награды
- Медаль ордена «За заслуги перед Отечеством» II степени (6 января 1997 года) — за заслуги перед государством и высокие спортивные достижения на XXVI летних Олимпийских играх 1996 года[5]
- Серебряный Крест Заслуги (10 декабря 2010 года, Польша) — за заслуги в развитии лёгкой атлетики в Польше, за достижения в тренировочной и тренерской работе[6]